# Kassim Abdallah
Kassim Abdallah Mfoihaia, né le 9 avril 1987 à Marseille, dans le département français des Bouches-du-Rhône, est un footballeur international comorien qui évolue au poste de défenseur droit. Il est l'oncle du footballeur Abdallah Ali Mohamed, international comorien qui a évolué à l'Olympique de Marseille.
Il participe à la CAN 2021, la première de l'histoire de la sélection comorienne.

## Biographie
Kassim grandit dans l'agglomération marseillaise où vit une importante communauté d'origine comorienne. Il effectue ses études au lycée Ampère de Marseille. Alors qu'il évolue en Ufolep dans un club du quartier de la Busserine, il effectue un essai dans le club de la Jeunesse Felix Pyat évoluant en Division d'honneur régionale, avec lequel il monte en Division d'honneur, équivalent de la sixième division française.

### Débuts professionnels
En 2007, Kassim Abdallah est recruté par l'US Marignane qui évolue en CFA (quatr division). Tout en jouant avec l'équipe provençale, il travaille comme chauffeur livreur. Auteur de bonnes prestations avec son équipe lors des deux saisons au club, il est repéré par les dirigeants du CS Sedan Ardennes qui lui font signer son premier contrat professionnel au début de la saison 2009-2010 de Ligue 2.
Il joue son premier match professionnel le 16 octobre 2009, en entrant en jeu lors d'un match de championnat opposant son équipe au Tours FC. Il rentre en cours de jeu à la 63e minute, remplaçant son coéquipier Pierrick Valdivia. Il s'impose progressivement dans le club ardennais et devient titulaire indiscutable à droite de la défense au cours de la saison. Il reçoit son premier carton rouge contre le SCO Angers en février 2010. 
La saison suivante, il confirme sa place de titulaire indiscutable au poste de latéral droit et offre trois passes décisives en championnat à chaque fois pour Yoann Court. 
Lors de la saison 2011-2012, il inscrit le premier but de sa carrière contre le Amiens SC le 23 mars 2012. Il fait partie de l'équipe-type de la Ligue 2 des trophées UNFP à l'issue de la saison 2011-2012.
Il commence la saison de Ligue 2 à nouveau en tant que titulaire à Sedan, disputant les cinq premiers matchs de la saison et inscrivant un but pour son dernier match au club lors de la victoire deux buts à zéro contre le Clermont Foot 63. En trois saisons, il joue cent-huit fois sous les couleurs sedanaises et marque deux buts.

### Olympique de Marseille
Le 31 août 2012, le CS Sedan Ardennes annonce le transfert de Kassim Abdallah à l'Olympique de Marseille . Une transaction rapidement confirmée par l'OM. Le Comorien s'engage pour quatre saisons et devient la doublure de Rod Fanni dans le couloir droit de la défense marseillaise. Il dispute son premier match en Ligue 1 sous ses nouvelles couleurs marseillaises le 2 septembre suivant au Stade Vélodrome pour la réception du Stade rennais pour le compte de la quatrième journée de championnat. Titulaire lors de cette victoire trois buts à un, il est remplacé par Rafidine Abdullah à l'heure de jeu. Il joue son premier match européen, le 25 octobre 2012, en Ligue Europa face au Borussia M'Gladbach en tant que titulaire. Le 10 février 2013, au Parc des Sports d'Annecy il est expulsé pour la première fois sous le maillot olympien. Il prend part à vingt matchs toutes compétitions confondues lors de sa première saison à l'OM dont ces deux premiers Classique, titulaire lors du match aller au vélodrome (2-2) et titulaire lors de l'élimination en Coupe de la Ligue.
Il joue le premier match de Ligue des champions de sa carrière le 22 octobre 2013 contre le SSC Naples en remplaçant Rod Fanni à la 53e minutes de jeu. Titulaire au match retour en Italie et en Angleterre contre Arsenal, il joue cette saison ces quatre unique matchs de Ligue des champions de sa carrière en entrant en jeu également contre le Borrussia Dortmund. Au total il prend part à dix-sept rencontres toutes compétitions confondues avec le club olympien lors de la première partie de saison 2013-2014 avant de quitter le club. Au total, il porte les couleurs marseillais à trente-sept reprises.

### L'Après OM

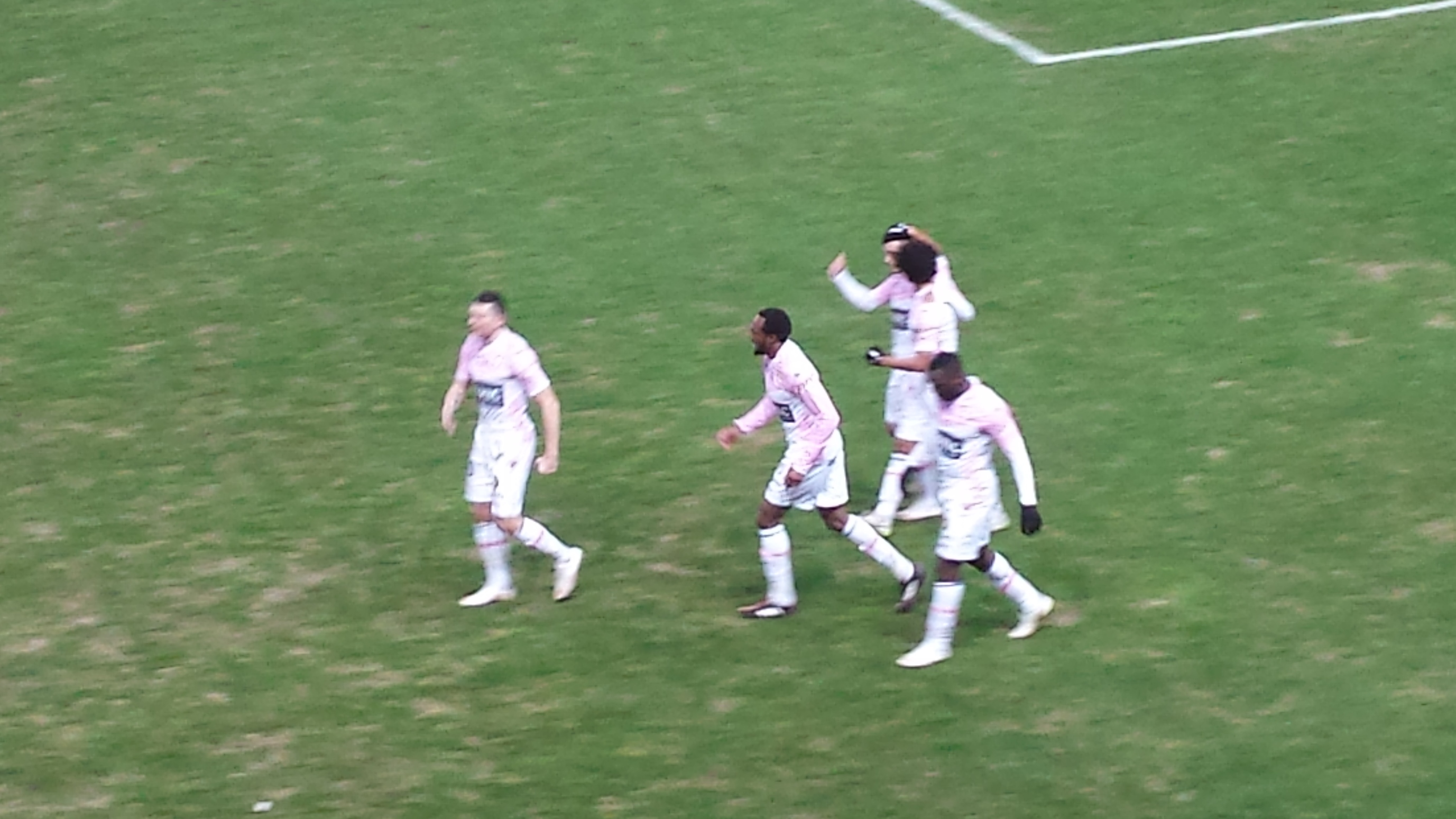
Kassim Abdallah (au centre) célébrant un but entouré par ses coéquipiers de l'Évian TGFC en 2015

Le 28 janvier 2014, Kassim Abdallah s'engage pour Évian Thonon Gaillard en échange de Brice Dja Djédjé, après des performances mitigées. Il joue son premier match en Haute-Savoie le 1er février suivant face à l'AC Ajaccio. Il joue onze rencontres lors de la fin de saison.
Le 14 septembre 2014, il offre une passe décisive à Clarck N'Sikulu face à son ancien club de l'OM. À l'issue de la saison, le club est relégué en Ligue 2 en terminant à la 18e place du championnat. Il réussit à se faire une place de titulaire au sein de l'effectif savoyard en prenant part à trente-deux rencontres toutes compétitions confondues.
Malgré la relégation, il reste au club et continue à y être un titulaire indiscutable. Malheureusement le club termine à la 18e place et se retrouve relégué en National avant d'être rétrogradé administrativement en quatrième division puis de déposer le bilan. Le joueur se retrouve donc libre et s'engage en faveur de l'AC Ajaccio. 
Défenseur latéral droit depuis toujours, il est utilisé par le club corse en tant que défenseur central et s'y impose comme un titulaire indiscutable à ce poste. Mais malgré une saison pleine où il joue trente-et-une rencontres, il quitte le club en fin de saison pour s'engager en Arabie saoudite pour le club de Al Raed. Lors de la saison 2017-2018, titulaire dès les premières journées, il joue à onze reprises en championnat et marque un but. Il est libéré après une saison au club. 
En janvier 2019, il tente de relancer sa carrière en France et s'engage pour six mois en faveur  de l'Athlético Marseille qui évolue en National 2 (quatrième division). Il joue onze matchs lors de sa demi-saison au club. Après une saison sans club, il revient à l'Athlético Marseille en juillet 2020 .
La saison suivante, il signe en faveur du Marignagne FC, en National 2 où il devient le capitaine. En 2021-2022, pour sa seconde saison au club, il participe au titre de Champion de National 2 qui permet la montée en National 1.
Après une première partie de saison en National 1, il signe le 19 janvier 2024 à l'Olympique de Marseille dans le but d'évoluer avec l'équipe réserve.

### Parcours en sélection
Il compte vingt-huit sélections avec les Comores et marque son premier et seul but de sa carrière international lors de sa première sélection face à la Réunion lors de la phase de poule des Jeux des îles de l'océan Indien 2007. 
Il participe également a l'édition 2011 puis au match retour des éliminatoires de la CAN 2015 contre le Kenya. Il prend part aux qualifications pour la CAN 2017 et 2019 ou encore aux éliminatoires du mondial 2018 mais la sélection ne réussit à se qualifier pour aucune de ces compétitions.
En novembre 2019, il est appelé en sélection alors qu'il est sans club depuis quelques mois et entre en jeu contre le Togo.
Le 1er septembre 2021, il est titulaire et délivre une passe décisive lors de la victoire sept but à un contre les Seychelles qui devient la plus large victoire de l'histoire de la sélection comorienne.
En janvier 2022, il est appelé pour participer à la CAN 2021, la première participation du pays à la Coupe d'Afrique des nations. Il est titulaire lors du premier match de poule mais reste sur le banc lors matchs suivants. Pour sa première participation, les Comores sortent de la phase de poule avant d'être éliminés en huitième de finale deux buts à un par le Cameroun, pays hôte de la compétition et futur troisième de la CAN.

## Statistiques

### En club
| Saison                | Club                        | Championnat           | Championnat | Championnat | Coupe nationale | Coupe nationale | Coupe de la Ligue | Coupe de la Ligue | Compétition(s) continentale(s) | Compétition(s) continentale(s) | Compétition(s) continentale(s) | Total | Total |
| Saison                | Club                        | Division              | M.          | B.          | M.              | B.              | M.                | B.                | Comp.                          | M.                             | B.                             | M.    | B.    |
| 2007-2008             | US Marignane                | CFA                   | 12          | 0           | -               | -               | -                 | -                 | -                              | -                              | -                              | 12    | 0     |
| 2008-2009             | US Marignane                | CFA                   | 32          | 0           | -               | -               | -                 | -                 | -                              | -                              | -                              | 32    | 0     |
| Sous-total            | Sous-total                  | Sous-total            | 44          | 0           | -               | -               | -                 | -                 | -                              | -                              | -                              | 44    | 0     |
| 2009-2010             | Club sportif Sedan Ardennes | Ligue 2               | 23          | 0           | 4               | 0               | 1                 | 0                 | -                              | -                              | -                              | 28    | 0     |
| 2010-2011             | Club sportif Sedan Ardennes | Ligue 2               | 36          | 0           | 4               | 0               | 1                 | 0                 | -                              | -                              | -                              | 41    | 0     |
| 2011-2012             | Club sportif Sedan Ardennes | Ligue 2               | 30          | 1           | 3               | 0               | 1                 | 0                 | -                              | -                              | -                              | 34    | 1     |
| 2012-2013             | Club sportif Sedan Ardennes | Ligue 2               | 5           | 1           | -               | -               | -                 | -                 | -                              | -                              | -                              | 5     | 1     |
| Sous-total            | Sous-total                  | Sous-total            | 94          | 2           | 11              | 0               | 3                 | 0                 | -                              | -                              | -                              | 108   | 2     |
| 2012-2013             | Olympique de Marseille      | Ligue 1               | 13          | 0           | 2               | 0               | 1                 | 0                 | C3                             | 4                              | 0                              | 20    | 0     |
| 2013-2014             | Olympique de Marseille      | Ligue 1               | 10          | 0           | 2               | 0               | 1                 | 0                 | C1                             | 4                              | 0                              | 17    | 0     |
| Sous-total            | Sous-total                  | Sous-total            | 23          | 0           | 4               | 0               | 2                 | 0                 | -                              | 8                              | 0                              | 37    | 0     |
| 2013-2014             | Évian Thonon Gaillard FC    | Ligue 1               | 11          | 0           | -               | -               | -                 | -                 | -                              | -                              | -                              | 11    | 0     |
| 2014-2015             | Évian Thonon Gaillard FC    | Ligue 1               | 30          | 0           | 1               | 0               | 1                 | 0                 | -                              | -                              | -                              | 32    | 0     |
| 2015-2016             | Évian Thonon Gaillard FC    | Ligue 2               | 25          | 0           | 1               | 0               | 1                 | 0                 | -                              | -                              | -                              | 27    | 0     |
| Sous-total            | Sous-total                  | Sous-total            | 66          | 0           | 2               | 0               | 2                 | 0                 | -                              | -                              | -                              | 70    | 0     |
| 2016-2017             | AC Ajaccio                  | Ligue 2               | 29          | 0           | 1               | 0               | 1                 | 0                 | -                              | -                              | -                              | 31    | 0     |
| 2017-2018             | Al Raed                     | Saudi Premier League  | 11          | 1           | -               | -               | -                 | -                 | -                              | -                              | -                              | 11    | 1     |
| 2018-2019             | Athlético Marseille         | National 2            | 11          | 0           | -               | -               | -                 | -                 | -                              | -                              | -                              | 11    | 0     |
| 2020-2021             | Athlético Marseille         | National 3            | 2           | 0           | 4               | 0               | -                 | -                 | -                              | -                              | -                              | 6     | 0     |
| Sous-total            | Sous-total                  | Sous-total            | 13          | 0           | 4               | 0               | -                 | -                 | -                              | -                              | -                              | 17    | 0     |
| 2021-2022             | Marignane Gignac FC         | National 2            | 22          | 2           | 1               | 0               | -                 | -                 | -                              | -                              | -                              | 23    | 2     |
| 2022-2023             | Marignane Gignac FC         | National 2            | 22          | 0           | -               | -               | -                 | -                 | -                              | -                              | -                              | 22    | 0     |
| 2023-2024             | Marignane Gignac FC         | National              | 14          | 0           | 2               | 1               | -                 | -                 | -                              | -                              | -                              | 16    | 1     |
| Sous-total            | Sous-total                  | Sous-total            | 58          | 2           | 3               | 1               | -                 | -                 | -                              | -                              | -                              | 61    | 3     |
| 2023-2024             | Olympique de Marseille rés. | National 2            | 8           | 0           | -               | -               | -                 | -                 | -                              | -                              | -                              | 8     | 0     |
| 2024-2025             | Olympique de Marseille rés. | National 2            | 18          | 1           | -               | -               | -                 | -                 | -                              | -                              | -                              | 18    | 1     |
| Sous-total            | Sous-total                  | Sous-total            | 26          | 1           | -               | -               | -                 | -                 | -                              | -                              | -                              | 26    | 1     |
| Total sur la carrière | Total sur la carrière       | Total sur la carrière | 364         | 6           | 25              | 1               | 8                 | 0                 | -                              | 8                              | 0                              | 405   | 7     |

### En sélection nationale
| Saison                | Sélection             | Phases finales        | Phases finales | Phases finales | Phases finales | Éliminatoires | Éliminatoires | Éliminatoires | Matchs amicaux | Matchs amicaux | Matchs amicaux | Total | Total | Total |
| Saison                | Sélection             | Compétition           | M              | B              | Pd             | M             | B             | Pd            | M              | B              | Pd             | M     | B     | Pd    |
| --------------------- | --------------------- | --------------------- | -------------- | -------------- | -------------- | ------------- | ------------- | ------------- | -------------- | -------------- | -------------- | ----- | ----- | ----- |
| 2007-2008             | Comores               | -                     | -              | -              | -              | -             | -             | -             | 2              | 1              | 0              | 2     | 1     | 0     |
| 2011-2012             | Comores               | -                     | -              | -              | -              | -             | -             | -             | 1              | 0              | 0              | 1     | 0     | 0     |
| 2013-2014             | Comores               | -                     | -              | -              | -              | 1             | 0             | 1             | -              | -              | -              | 1     | 0     | 1     |
| 2014-2015             | Comores               | -                     | -              | -              | -              | 1             | 0             | 0             | -              | -              | -              | 1     | 0     | 0     |
| 2015-2016             | Comores               | -                     | -              | -              | -              | 5             | 0             | 0             | -              | -              | -              | 5     | 0     | 0     |
| 2016-2017             | Comores               | -                     | -              | -              | -              | 1             | 0             | 0             | 3              | 0              | 0              | 4     | 0     | 0     |
| 2017-2018             | Comores               | -                     | -              | -              | -              | -             | -             | -             | 3              | 0              | 0              | 3     | 0     | 0     |
| 2018-2019             | Comores               | -                     | -              | -              | -              | 5             | 0             | 0             | 1              | 0              | 0              | 6     | 0     | 0     |
| 2019-2020             | Comores               | -                     | -              | -              | -              | 1             | 0             | 0             | -              | -              | -              | 1     | 0     | 0     |
| 2020-2021             | Comores               | -                     | -              | -              | -              | 2             | 0             | 0             | 1              | 0              | 0              | 3     | 0     | 0     |
| 2021-2022             | Comores               | CAN 2022              | 1              | 0              | 0              | -             | -             | -             | 3              | 0              | 1              | 4     | 0     | 1     |
| Total sur la carrière | Total sur la carrière | Total sur la carrière | 1              | 0              | 0              | 16            | 0             | 1             | 14             | 1              | 1              | 31    | 1     | 2     |

### Liste des matches internationaux
| Matches internationaux de Kassim Abdallah | Matches internationaux de Kassim Abdallah | Matches internationaux de Kassim Abdallah                     | Matches internationaux de Kassim Abdallah | Matches internationaux de Kassim Abdallah | Matches internationaux de Kassim Abdallah | Matches internationaux de Kassim Abdallah                              |
|                                           | Date                                      | Lieu                                                          | Adversaire                                | Résultat                                  | Compétition                               | Notes                                                                  |
| ----------------------------------------- | ----------------------------------------- | ------------------------------------------------------------- | ----------------------------------------- | ----------------------------------------- | ----------------------------------------- | ---------------------------------------------------------------------- |
| 1.                                        | 10 août 2007                              | Stade municipal de Mahamasina, Antananarivo, Madagascar       | La Réunion                                | 1 – 1                                     | Jeux des îles de l'Océan Indien           | Titulaire et remplacé par Ahmed Ali Soilihi à la 77e minute de jeu.    |
| 2.                                        | 14 août 2007                              | Stade municipal de Mahamasina, Antananarivo, Madagascar       | Madagascar                                | 0 – 0                                     | Jeux des îles de l'Océan Indien           | Titulaire.                                                             |
| 3.                                        | 4 août 2011                               | Stade Populaire, Victoria, Seychelles                         | Seychelles                                | 1 – 0                                     | Jeux des îles de l'Océan Indien           | Titulaire.                                                             |
| 4.                                        | 30 mai 2014                               | Stade international Saïd Mohamed Cheikh, Mitsamiouli, Comores | Kenya                                     | 1 – 1                                     | Qualification CAN 2015                    | Titulaire.                                                             |
| 5.                                        | 13 juin 2015                              | Stade du 4-Août, Ouagadougou, Burkina Faso                    | Burkina Faso                              | 2 – 0                                     | Qualification CAN 2017                    | Titulaire.                                                             |
| 6.                                        | 13 novembre 2015                          | Stade Mohamed Cheikh, Mitsamiouli, Comores                    | Ghana                                     | 0 – 0                                     | Qualification Mondial 2018                | Titulaire.                                                             |
| 7.                                        | 17 novembre 2015                          | Baba Yara Stadium, Kumasi, Ghana                              | Ghana                                     | 2 – 0                                     | Qualification Mondial 2018                | Titulaire.                                                             |
| 8.                                        | 24 mars 2016                              | Stade international Saïd Mohamed Cheikh, Mitsamiouli, Comores | Botswana                                  | 1 – 0                                     | Qualification CAN 2017                    | Titulaire.                                                             |
| 9.                                        | 27 mars 2016                              | Francistown Stadium, Francistown, Botswana                    | Botswana                                  | 2 – 1                                     | Qualification CAN 2017                    | Titulaire.                                                             |
| 10.                                       | 5 juin 2016                               | Stade de Beaumer, Moroni, Comores                             | Burkina Faso                              | 0 – 1                                     | Qualification CAN 2017                    | Titulaire.                                                             |
| 11.                                       | 11 novembre 2016                          | Stade olympique d'El Menzah, Tunis, Tunisie                   | Togo                                      | 2 - 2                                     | Match amical                              | Titulaire.                                                             |
| 12.                                       | 15 novembre 2016                          | Stade olympique d'El Menzah, Tunis, Tunisie                   | Gabon                                     | 1 - 1                                     | Match amical                              | Titulaire.                                                             |
| 13.                                       | 4 juin 2017                               | Stade Paul Le Cesne, Marseille, France                        | Togo                                      | 2 - 0                                     | Match amical                              | Titulaire.                                                             |
| 14.                                       | 10 juin 2017                              | Bingu National Stadium, Lilongwe, Malawi                      | Malawi                                    | 1 - 0                                     | Qualification CAN 2019                    | Titulaire.                                                             |
| 15.                                       | 6 octobre 2017                            | Stade Abdelaziz-Chtioui, La Marsa, Tunisie                    | Mauritanie                                | 0 - 1                                     | Match amical                              | Titulaire et remplacé par Abdel-Hakim Abdallah à la 69e minute de jeu. |
| 16.                                       | 11 novembre 2017                          | Stade Municipale, Saint-Leu-la-Forêt, France                  | Madagascar                                | 1 - 1                                     | Match amical                              | Titulaire.                                                             |
| 17.                                       | 24 mars 2018                              | Grand Stade, Marrakech, Maroc                                 | Kenya                                     | 2 - 2                                     | Match amical                              | Titulaire.                                                             |
| 18.                                       | 8 septembre 2018                          | Stade Mohamed Cheikh, Mitsamiouli, Comores                    | Cameroun                                  | 1 - 1                                     | Qualification CAN 2019                    | Titulaire.                                                             |
| 19.                                       | 13 octobre 2018                           | Stade Mohammed-V, Casablanca, Maroc                           | Maroc                                     | 1 - 0                                     | Qualification CAN 2019                    | Titulaire et remplacé par Salim Mramboini à la 87e minute de jeu.      |
| 20.                                       | 16 octobre 2018                           | Stade Mohamed Cheikh, Mitsamiouli, Comores                    | Maroc                                     | 2 - 2                                     | Qualification CAN 2019                    | Titulaire.                                                             |
| 21.                                       | 17 novembre 2018                          | Stade de Beaumer, Moroni, Comores                             | Malawi                                    | 2 - 1                                     | Qualification CAN 2019                    | Titulaire.                                                             |
| 22.                                       | 23 mars 2019                              | Stade Ahmadou-Ahidjo, Yaoundé, Cameroun                       | Cameroun                                  | 3 - 0                                     | Qualification CAN 2019                    | Titulaire et remplacé par Nasser Chamed à la 72e minute de jeu.        |
| 23.                                       | 7 juin 2019                               | Stade de la Libération, Boulogne-sur-Mer, France              | Côte d'Ivoire                             | 3 - 1                                     | Match amical                              | Titulaire.                                                             |
| 24.                                       | 14 novembre 2019                          | Stade de Kégué, Lomé, Togo                                    | Togo                                      | 0 - 1                                     | Qualification CAN 2021                    | Entre en jeu à la place de Faïz Selemani à la 82e minute de jeu.       |
| 25.                                       | 11 octobre 2020                           | Stade olympique d'El Menzah, Tunis, Tunisie                   | Libye                                     | 1 - 2                                     | Match amical                              | Entre en jeu à la place de Bendjaloud Youssouf à la 78e minute de jeu. |
| 26.                                       | 11 novembre 2020                          | Moi International Sports Centre, Kasarani, Kenya              | Kenya                                     | 1- 1                                      | Qualification CAN 2021                    | Entre en jeu à la place de Ahmed Mogni à la 70e minute de jeu.         |
| 27.                                       | 15 novembre 2020                          | Stade omnisports de Malouzini, Iconi, Comores                 | Kenya                                     | 2 - 1                                     | Qualification CAN 2021                    | Entre en jeu à la place de Ahmed Mogni à la 81e minute de jeu.         |
| 28.                                       | 1er septembre 2021                        | Stade omnisports de Malouzini, Iconi, Comores                 | Seychelles                                | 7 - 1                                     | Match amical                              | Titulaire et remplacé par Bendjaloud Youssouf à la 60e minute de jeu.  |
| 29.                                       | 13 novembre 2021                          | Stade de Sapanca, Sapanca, Turquie                            | Sierra Leone                              | 0 - 2                                     | Match amical                              | Titulaire et remplacé par Chaker Alhadhur à la 63e minute de jeu.      |
| 30.                                       | 31 décembre 2021                          | Stade du Prince Abdullah Al-Faisal, Djeddah, Arabie saoudite  | Malawi                                    | 2 - 1                                     | Match amical                              | Titulaire.                                                             |
| 31.                                       | 10 janvier 2022                           | Stade Ahmadou-Ahidjo, Yaoundé, Cameroun                       | Gabon                                     | 0 - 1                                     | CAN 2021                                  | Titulaire et remplacé par Faïz Mattoir à la 46e minute de jeu.         |

## But en sélection
| But en sélection de Kassim Abdallah | But en sélection de Kassim Abdallah | But en sélection de Kassim Abdallah                     | But en sélection de Kassim Abdallah | But en sélection de Kassim Abdallah | But en sélection de Kassim Abdallah | But en sélection de Kassim Abdallah  |
|                                     | Date                                | Lieu                                                    | Adversaire                          | Score                               | Résultat                            | Compétition                          |
| ----------------------------------- | ----------------------------------- | ------------------------------------------------------- | ----------------------------------- | ----------------------------------- | ----------------------------------- | ------------------------------------ |
| 1.                                  | 10 août 2007                        | Stade municipal de Mahamasina, Antananarivo, Madagascar | La Réunion                          | 0 - 1                               | 1-1                                 | Jeux des îles de l'océan Indien 2007 |

## Palmarès
Lors de la saison 2012-2013, il est vice-champion de France avec l'Olympique de Marseille.
Lors de la saison 2022-2023, il est champion de National 2, quatrième division française, avec le Marignane FC.

## Vie privée
En 2009, les supporteurs de l'Olympique de Marseille déploient à l'occasion du match opposant l'OM au Lille OSC une banderole rendant hommage aux victimes du Vol 626 Yemenia, dont quatre membres de la famille de Kassim Abdallah ont péri dans le crash.